# Silke Kohl
Silke Kohl (* 5. November 1971 in Ottweiler) ist eine deutsche Politikerin.

## Ausbildung und Beruf
Silke Kohl besuchte die Grundschule in Hoof (St. Wendel) und danach die Kreisrealschule St. Wendel, die sie 1988 mit der Mittleren Reife abschloss. Im Anschluss absolvierte sie eine Ausbildung zur Verwaltungsfachangestellten. Diesen Beruf übte sie von 1991 bis 2005 bei der Kreisstadt St. Wendel aus.

## Politik
Seit dem Jahr 1989 ist Kohl Mitglied der CDU. Sie war zehn Jahre Mitglied im Landesvorstand der saarländischen Jungen Union sowie von 1999 bis 2005 deren Landesschatzmeisterin. Seit 2003 ist sie als Schatzmeisterin des Ortsverbands Blickweiler-Wolfersheim sowie seit 2004 als Kreisvorsitzende der Frauenunion Saarpfalz tätig.
Im Januar 2006 zog sie als Nachrückerin für Hermann-Josef Scharf in den dreizehnten Landtag des Saarlandes ein. Sie war dort Mitglied in den Ausschüssen Eingaben, Bildung sowie Gesundheit und Soziales. Außerdem vertritt sie die CDU-Fraktion in der Enquetekommission Demographischer Wandel. Seit 2009 gehört sie dem Landtag nicht mehr an.

## Persönliches
Kohl ist evangelisch, verheiratet. Sie hat sechs 
Kinder.